# Кук (графство)
Кук (англ. Shire of Cook) — район местного самоуправления на севере Квинсленда, Австралия. Административный центр — город Куктаун.

## География
Район занимает большую часть полуострова Кейп-Йорк, самой северной части материковой Австралии. Территория Кука составляет 105 719 км2, что делает его крупнейшим из районов местного самоуправления Квинсленда.

## Климат
Средняя температура оставляет 23 °C. Самый теплый месяц — ноябрь, при средней температуре 24 °C, а самый холодный — июль, при средней температуре 20 °C. Среднее количество осадков составляет 1573 миллиметра в год. Самый влажный месяц — март (435 мм осадков), а самый сухой — сентябрь (11 мм осадков).

## Состав района
В район входят следующие населённые пункты:
- Куктаун — административный центр района
- Лейкфилд
- Лаура
- Хоуп-Вейл
- Коен
- Арчер
- Блумбилд
- Дикси[англ.]
- Эбагула[англ.]
- Река Эдвард[англ.]
- Хеленвейл
- Река Холройд[англ.]
- Джардин-Ривер[англ.]
- Лизард[англ.]
- Локхарт Ривер[англ.]
- Мапун[англ.]
- Мартон[англ.]
- Мерапах[англ.]
- Муджиба[англ.]
- Палмер[англ.]
- Порт Стюарт[англ.]
- Портленд-Роуд[англ.]
- Россвил[англ.]
- Шелберн[англ.]
- Старк[англ.]
- Уэнлок[англ.]
- Ярраден[англ.]
- Mission River[англ.]
- Iron Range[англ.]

## Население
По данным на 2018 год, население района составляет 4 445 человек.
| 1933  | 1947  | 1954  | 1961  | 1966  | 1971  | 1976  | 1981  | 1986  | 1991  | 1996  | 2001  | 2006  | 2011  | 2016  | 2018  |
| ----- | ----- | ----- | ----- | ----- | ----- | ----- | ----- | ----- | ----- | ----- | ----- | ----- | ----- | ----- | ----- |
| 2,068 | 1,139 | 1,545 | 1,869 | 2,463 | 5,538 | 6,128 | 4,456 | 4,776 | 8,785 | 5,232 | 4,776 | 4,653 | 4,152 | 4,226 | 4,445 |